# Walter Heitler
Walter Heinrich Heitler (2 janvier 1904 - 15 novembre 1981) est un physicien germano-irlandais. Ses travaux portent principalement sur l'application de la mécanique quantique à de nombreux domaines dont la liaison covalente, les rayonnements, les rayons cosmiques ainsi que la théorie quantique des champs.

## Biographie
Walter Heinrich Heitler est né le 2 janvier 1904 à Karlsruhe en grand-duché de Bade. Il obtient son doctorat à Munich en 1926. En 1933, il quitte l'Allemagne pour le Royaume-Uni avec un poste d'assistant de recherche à Bristol où il reste jusqu'en 1941. En 1941, il obtient un poste de professeur à l'Institut d'études avancées de Dublin, dont il prend la direction en 1949 à la suite d'Erwin Schrödinger. En 1949, il s'installe en Suisse avec un poste de professeur et de directeur de l'Institut de physique théorique de l'Université de Zurich qu'il occupe jusqu'à la fin de sa carrière en 1974.

## Ses travaux
La première explication de la liaison covalente basée sur la mécanique quantique est basée sur les travaux de Heitler. En 1927, celui-ci calcule avec Fritz London l'interaction de deux atomes d'hydrogène. La valeur qu'ils obtiennent est très proche de l'énergie de liaison de la molécule d'hydrogène. Ses résultats sont à la base des travaux de Linus Pauling sur la nature de la liaison chimique. Dans le domaine de l'électrodynamique quantique, ses premiers travaux effectués en collaboration avec Hans Bethe à Bristol concernent l'émission de paires de rayons gamma dans le champ coulombien des noyaux atomiques (formule de Bethe-Heitler). Ils aboutissent à son livre "Quantum Theory of Radiation" (théorie quantique des rayonnements) en 1936. Pour la première fois, la théorie quantique des interactions rayonnement-matière est traitée d'un point de vue unifié, et appliquée à de nombreux phénomènes physiques. En 1938, les travaux qu'il effectue en collaboration avec Fröhlich et Kemmer permettent de prédire l'existence du méson π0. Peu après, il développe une théorie d'amortissement des rayonnements qui conduit à l'équation intégrale de Heitler qui décrit les processus de diffusion. En 1946, il publie des travaux qui font avancer la compréhension des interactions méson - nucléon en décrivant les relations entre leurs sections efficaces.
En 1968, il est lauréat de la médaille Max-Planck.

## Publications
- (en) Elementary Wave Mechanics With Applications to Quantum Chemistry, ed. Oxford University Press, 1969.  (ISBN 0-198-51115-9)
Traduit en français sous le titre éléments de mécanique ondulatoire, PUF, 1964.
- (en) The Quantum Theory of Radiation, ed. Dover Publications, 1984.  (ISBN 0-486-64558-4)
- (de) Die Natur und das Göttliche, ed. Klett & Balmer, 1974.  (ISBN 3-720-69001-6)
Traduit en français sous le titre La Nature et Le Divin, La Baconnière, 1977.
- (de) Schöpfung, die Öffnung der Naturwissenschaft zum Göttlichen (Arche nova), ed. Verlag der Arche, 1979.  (ISBN 3-716-01663-2)

### Sources
- L. O’Raifeartaigh and G. Rasche: Walter Heitler 1904-81, in Creators of Mathematics, The Irish Connection, ed. Ken Houston, University College Dublin Press, 2000.  (ISBN 1-900621-49-5)
- Sir Nevill Mott, F.R.S.: Walter Heinrich Heitler 1904-1981, in  Biographical Memoirs of Fellows of the Royal Society, Volume 28, 141 (novembre 1982).